# 조강제
조강제(趙崗濟, 1923년 3월 30일 ~ 1950년 12월 9일)는 대한제국 독립운동가 겸 시인이자 수필가 겸 서예가이며 문학평론가 겸 미술평론가이다.
그의 아명(兒名)은 조혜령(趙慧嶺)이고 일본식 이름은 토모에야마 다카요시(巴山高芳)이며 호(號)는 대산(大山)이다. 그는 친조부의 뜻으로 인하여 1926년 이름을 조혜령(趙慧嶺)에서 조강제(趙崗濟)로 개명(改名)하였다.

## 생애

### 일생
경상남도 함안군 함안면 대산리(咸安面 大山里) 681번지에서 출생하였으며 경상북도 대구사범학교 재학중인 1940년 11월 30일을 기하여 경상북도 대구사범학교 항일 비밀 결사 문예부(文藝部)에 가입하여 활동하였다.
문예부는 민족 문화 존중과 항일 관련 의식의 고양을 목적한 결사로써, 부원들의 비밀 엄수 및 매주 토요일 작품 감상·비판 등의 운동 방침을 정하고 1940년 11월말에서 1941년 3월까지 약 9회의 모임을 가지며 독립 운동 관련 의식을 길러갔다.
그후 그는 1941년 3월에 동교를 자퇴하고 고향인 경상남도 함안에 내려가 사설 강습소를 열고 농촌 청소년층을 대상으로 민족 관련 의식을 고취하였다고 한다.
그런데 1941년 7월에 대구사범학교 윤독회의 간행물인 〈반딧불〉이 일경의 손에 들어가게 됨에 따라 대구사범학교 비밀 결사의 전모가 드러나게 되었다.
이로 인하여 그도 일경에 붙잡혔으며, 그후 2년여 동안 미결수의 상태로 혹독한 고문을 받고 1943년 11월에 충청남도 대전지방법원에서 징역 2년 6개월형을 언도받고 옥고를 치렀으며 1945년 양력 8월 15일을 기하여 조선 광복이 도래하자 전격 석방되었다. 그 후 1945년 12월 5일에서 1946년 9월 22일까지 한국독립당 초급행정위원 직위를 잠시 지낸 후 1946년 9월 22일에 한국독립당을 탈당하였다.
그 후 시문학과 서예와 사설 학원 객원 강독 등으로 소일하다가 한국 전쟁 중이던 1950년 12월 9일 경상남도 함안군 함안면 강명리 사저에서 고문 후유증이던 만성 폐결핵(폐렴과 결핵의 만성 합병증)으로 인하여 향년 28세로 병사하였다.

### 대표적 이력
- 前 한국독립당 초급행정위원

## 사후
대한민국 정부에서는 그의 공훈을 기리고자 1977년 3월 1일을 기하여 대한민국 건국포장을 1990년 3월 1일을 기하여 대한민국 건국훈장 애국장을 각각 추서하였다.